# Riachão (São Bento)
Riachão ist eine Wohnsiedlung in der ländlichen Zone der brasilianischen Stadt São Bento im Bundesstaat Paraíba.
Die Siedlung liegt rund 6 km nordöstlich vom Zentrum São Bentos, das auch Verwaltungszentrum ist, entfernt rechtsseitig des Rio Piranhas und hat 742 Einwohner, die sich auf die Kleinsiedlungen Cima, Lagoa, Centro, Baixo und Quintal verteilen. Angrenzende Dörfer sind Taquarituba, Quatorze, Catarina und Várzea Grande. Nächstgelegene Bundesstraße ist die nördlich verlaufende PB-293. Die überwiegend katholische Bevölkerung verteilt sich auf die Kapellen Capela São Francisco und Capela Nossa Senhora de Fátima.
Das Gebiet hat semiarides Klima und gehört zu dem mehrere Bundesstaaten umfassenden Gebiet des Semiárido brasileiro. Die Bevölkerung ist in der Landwirtschaft und Viehzucht tätig, einige der Familien stellen auch Hängematten her. Riachão gehört seit 2012 zu den 26 Orten in Paraíba, in denen ein Wiederaufforstungsprojekt für die Opuntia cochenillifera begonnen wurde, mit der durch die Cochenilleschildlaus der Karmin-Farbstoff gewonnen werden kann.
Riachão bedeutet „großer Bach“. Der Ort ist nach einem etwas außerhalb der Siedlung liegenden Gewässer benannt, das ein Stück Grenze zwischen den Bundesstaaten Paraíba und Rio Grande do Norte bildet. Er ist nicht für den Transport geeignet.